# Fjortis
Fjortis är en oftast nedsättande beteckning på någon i de yngre tonåren som försöker framstå som äldre än sin faktiska ålder. Ordet kommer från fjorton år, men kan även användas i överförd mening om personer i andra åldersgrupper; fjortis har då inte med ålder att göra utan har snarare blivit något av en stereotyp. Ordet finns med i den trettonde upplagan av Svenska Akademins Ordlista från 2006.
Den typiska fjortis-stereotypen beskrivs som en utseendefixerad flicka som främst intresserar sig för det ytliga, såsom sitt utseende och sociala status inom vänskapskretsen, snarare än för mer allvarliga eller mogna frågor. Att ”vara fjortis” innebär att anamma en stil som är framträdande inom populärkulturen bland tonårsflickor och som betonar ett ungdomligt och trendmedvetet beteende. Denna stil är dock inte kopplad till en viss typ av kläder eller smink utan präglas snarare av ett försök att imitera vuxenhet, ofta genom att överdriva vissa uttryck och attityder. 

## Subkulturen Fjortis
Begreppet fjortis kan också syfta på en subkultur bland tonåringar, både killar och tjejer, i Sverige som växte fram runt år 2005. Den typiska fjortisen i det avseendet är utseendefixerad och förknippas ofta med alkohol och festande. Flickorna använder mycket smink och färgar ofta håret brunt, svart eller vitblont, medan pojkarna vanligtvis fixar håret med hjälp av mycket hårvax och uppseendeväckande frisyrer. Flickorna väcker ofta uppmärksamhet genom att klä sig utmanande, exempelvis genom att bära push up-bh och transparenta toppar. Pojkarna, exempelvis, genom att dra ner byxorna så de hänger under rumpan. Mentaliteten i subkulturen präglas av att vara ung och dum, och inte ta världen på för stort allvar, ett ideal där vuxenansvar undviks till förmån för ungdomliga och stundtals provokativa uttryck.

## Backfisch
En äldre beteckning på en halvvuxen flicka som vill bli betraktad som stor är ”backfisch”. Den tyske diktaren Goethe  (1749–1832) lär ha varit den förste som använt ordet i denna bildliga betydelse.